# Enrico Enriquez
Enrico Enriquez (Campi Salentina, 30 settembre 1701 – Ravenna, 25 aprile 1756) è stato un cardinale e arcivescovo cattolico italiano.

## Biografia
Nacque a Campi Salentina il 30 settembre 1701. Negli anni trenta del XVIII secolo fu nominato governatore di Perugia e nel 1739 venne inviato dal Papa in Romagna per la risoluzione dell'Occupazione alberoniana della Repubblica di San Marino.
Papa Benedetto XIV lo elevò al rango di cardinale nel concistoro del 26 novembre 1753.

Tornò in Romagna come legato a Ravenna il 16 settembre 1754.
Morì a Ravenna il 25 aprile 1756 all'età di 54 anni.
Fu autore di un'apprezzata traduzione dell'Imitazione di Cristo.

## Genealogia episcopale e successione apostolica
La genealogia episcopale è:
- Cardinale Scipione Rebiba
- Cardinale Giulio Antonio Santori
- Cardinale Girolamo Bernerio, O.P.
- Arcivescovo Galeazzo Sanvitale
- Cardinale Ludovico Ludovisi
- Cardinale Luigi Caetani
- Cardinale Ulderico Carpegna
- Cardinale Paluzzo Paluzzi Altieri degli Albertoni
- Papa Benedetto XIII
- Papa Benedetto XIV
- Cardinale Enrico Enríquez

La successione apostolica è:
- Arcivescovo Manuel Quintano Bonifaz (1749)
- Cardinale Francisco de Solís Folch de Cardona (1749)
- Vescovo Giuseppe Antonio Piperni (1754)
- Vescovo Giuseppe Maria Carafa, C.R. (1754)
- Vescovo Ubaldo Baldassini, B. (1754)
- Vescovo Filippo Mornati (1754)